# Bric Froid
Cet article possède un paronyme, voir Bric.
Le Bric Froid (en italien Punta Ramiere) est un sommet de Alpes cottiennes, à la frontière entre le département français des Hautes-Alpes et la région italienne du Piémont. Culminant à 3 303 ou 3 305 m d'altitude, c'est l'un des points culminants du Queyras. Sa face sud, orientée vers la France, est constituée de roches et de pierriers. Malgré son altitude et son nom, le versant français ne comporte aucune neige éternelle. Il domine le hameau du Roux (commune d'Abriès).

## Ascension
Une ascension du sommet est possible depuis le col des Thures, sur le tracé du GR 58, en longeant dans un premier temps la crête, puis en suivant un sentier balisé de cairns. La montée n'est pas très difficile, bien que raide et dans des éboulis à la fin. Le sommet est large et comporte une croix ainsi qu'un livre d'or.